# Avenida Monseñor Pablo Cabrera
La Avenida Monseñor Pablo Cabrera es una arteria de la ciudad de Córdoba (Argentina). Su nomenclatura va desde el 1.800 hasta el 10.000. También es conocida como camino a Pajas Blancas, ya que el aeropuerto ubicado en su traza se llamó anteriormente así. Desde la Circunvalación hacia el norte, forma parte de la ruta provincial  E-53   e integra la Red de Accesos de la Ciudad de Córdoba.

## Toponimia
El nombre de la arteria homenajea al sacerdote e historiador Pablo Cabrera.

## Recorrido
La avenida nace con la nomenclatura 1800 en el nudo vial de la intersección con las avenidas Castro Barros y Caraffa y calle Zúñiga y Acevedo (que conecta al Puente del Trabajo sobre el cauce del Río Suquía. Al ser un terreno escarpado, la avenida es sinuosa en su inicio, por lo menos hasta la altura de la numeración 2600.
A partir de allí corre en dirección al norte en forma recta, cruza el Boulevar Los Granaderos y se encuentra con el segundo nudo vial de su tramo, el Av. Monseñor Pablo Cabrera - M. Cardeñosa. Más adelante cruza por el CPC M.P. Cabrera a la altura del 4800, metros más adelante cruza por debajo la Cirucunvalación; al cruzar dicha autopista, su nombre cambia entre el 5000 y el 7500 a Avenida La Voz del Interior, en homenaje al centenario del diario en 2004, que se encuentra sobre dicha traza.
A partir del 6100, retoma a su nombre habitual para recorrer sus últimos 4000 metros hasta el Aeropuerto Internacional de la ciudad. Finaliza con la nomenclatura 10000 en la Avenida Padre Luchesse (que lleva a la localidad Villa Allende).
Existe un tercer nudo vial a la altura del Complejo Ciudad Empresaria entre Av. Monseñor Cabrera y Bv. Los Alemanes, a efectos de facilitar y acelerar los tiempos de llegada entre el centro de la ciudad y el Aeropuerto Internacional.

### Nudo vial MonseñorPablo Cabrera- Cardeñosa
Los inicios de la obra fueron en diciembre de 2005.
El proyecto era que la avenida Monseñor Pablo Cabrera cruzara por debajo, a través de un túnel, la Avenida Cardeñosa y Avenida Quinquela Martin, que corren a ambos lados de las vías del ferrocarril Belgrano, evitando cruzarlas superficialmente para que no se produjeran más atascos de los que se venían dando en la zona.
El nudo vial se inauguró el 7 de agosto de 2007.

## Recorridos sobre su traza
Las líneas que se mencionan a continuación no recorren totalmente la avenida, pero si lo hacen en gran parte del trayecto.
| Corredor | Líneas                                                |
| -------- | ----------------------------------------------------- |
|          | - Línea A - Línea A2 - Línea A4 - Línea A5 - Línea A6 |
|          | - Línea D4                                            |